# Åsjön, Värmland
Åsjön är en sjö i Storfors kommun i Värmland och ingår i Göta älvs huvudavrinningsområde. Sjön har en area på 1,28 kvadratkilometer och ligger 141,1 meter över havet. Sjön avvattnas av vattendraget Åsjöälven.

## Delavrinningsområde
Åsjön ingår i det delavrinningsområde (660098-141796) som SMHI kallar för Utloppet av Åsjön. Medelhöjden är 187 meter över havet och ytan är 14,91 kvadratkilometer. Räknas de 2 avrinningsområdena uppströms in blir den ackumulerade arean 25,2 kvadratkilometer. Åsjöälven som avvattnar avrinningsområdet har biflödesordning 4, vilket innebär att vattnet flödar genom totalt 4 vattendrag innan det når havet efter 328 kilometer. Avrinningsområdet består mestadels av skog (89 procent). Avrinningsområdet har 1,37 kvadratkilometer vattenytor vilket ger det en sjöprocent på 9,2 procent.